# كارولين هاسليت
كارولين هارييت هاسليت (بالإنجليزية: Caroline Haslett)‏، (ولدت 17 أغسطس 1895 - 4 يناير 1957)، مهندسة كهربائية ونسوية بريطانية الجنسية. كانت أول سكرتيرة لجمعية هندسة المرأة، بالإضافة لكونها مؤسسة ومحررة مجلة «المرأة المُهندسة». كانت مؤسسًا مشاركًا، جنبًا إلى جنب مع لورا آني ويلسون وبدعم من مارغريت وليدي موير للرابطة الكهربائية للنساء، التي كانت رائدة في مثل هذه «العجائب»، كما وُصفت في المجلات المعاصرة، منها مجلة بيت الكهرباء في بريستول في عام 1935. أصبحت أول مديرة للجمعية الكهربائية للنساء في عام 1925. كان اهتمامها الرئيسي هو تسخير فوائد الطاقة الكهربائية لتحرير النساء من الأعمال المنزلية، حتى يتمكّن من السعي لتحقيق طموحاتهن الخاصة خارج جدران المنزل. كان في أوائل العشرينات من القرن الماضي، عدد قليل من المنازل التي تحتوي على ضوء كهربائي أو تدفئة، ناهيك عن الأجهزة الكهربائية؛ إذ لم تكن الشبكة الوطنية موجودة بعد.

قالت كارولين هاسليت: 
«يُفتح السبيل عن طريق الكهرباء للحصول على أعلى رتب نسائية- تتحرر النساء اللاتي لديهن وقت للتفكير من الكدح؛ احترامًا لذاتهن. لقد وصلنا إلى عصر يجب أن تكون الحالة الروحية للحياة فيه أكثر تطورًا، ومن الممكن تحقيق هذا فقط عند تحرر النساء من صفة تدمير وجلد الذات. أريد [كل امرأة] الحصول على وقت فراغ كاف لتعريف نفسها بشكل أعمق للمواضيع اليومية».

## حياتها المبكرة
وُلدت كارولين هاسليت، في وورث (التي أصبحت الآن جزءًا من كرولي، ويست ساسكس)، الابنة الكبرى لروبرت هاسليت، وهو فني ناشط في مجال السكك الحديدية وناشط في الحركة التعاونية، وزوجته كارولين سارة، المسماة بهولمز سابقًا. بعد التحاقها بالمدرسة في هايواردس هيث، درست دورة سكرتارية تجارية في لندن، حيث انضمت أيضًا إلى حركة سافرجت. عملت كارولين من خلال إحدى علاقات والدتها، كاتبة في شركة كوكران للغلايات وانضمت إلى الاتحاد الاجتماعي والسياسي للمرأة. حصلت على تدريب هندسي أساسي في لندن وفي عنان، دومفريشاير، أثناء انتقالها إلى ورش عمل كوكران خلال الحرب العالمية الأولى؛ أصبحت منذ ذلك الوقت رائدة في عالم الكهرباء والمهنية ممثلة النساء.

## المشوار المهني
غادرت هاسليت كوكران في عام 1919، لتصبح أول سكرتيرة لجمعية هندسة المرأة وأول محرر لمجلة المرأة المهندسة، والتي استمرت في هذه الوظيفة حتى عام 1932. ساعدت في يونيو 1920 على تأسيس شركة اتلانتا إل تي دي، وهي شركة هندسية للنساء. وقد شاركت في نوفمبر 1924 في تأسيسها وأصبحت أول مديرة للجمعية الكهربائية للنساء، والتي ظلت مديرة لها حتى عام 1956، عندما اضطرت إلى التقاعد بسبب اعتلال صحتها. حررت من 1924 إلى 1956، في مجلة العصر الكهربائي ومجلة الرابطة الكهربائية للمرأة.
استحوذت جمعية هندسة المرأة في عام 1925 على الاهتمام الوطني عند تنظيمها مؤتمرًا خاصًا في ويمبلي، بالتعاون مع المؤتمر الدولي الأول للمرأة في العلوم والصناعة والتجارة. وافتُتح المؤتمر من قبل دوقة يورك (الملكة الأم إليزابيث)، برئاسة نانسي أستور، وهي أول امرأة تحصل على مقعد في مجلس العموم. قدم هذا الحدث كارولين هاسليت أيضًا لجمهور أوسع. بقيت سكرتيرة لجمعية هندسة المرأة حتى عام 1929، عندما أصبحت سكرتيرة شرفية، وكانت رئيسة الجمعية من 1940 إلى 1941.